# جزيرة كارانغ تشاويني
جزيرة كارانغ تشاويني وهي جزيرة من جزر إندونيسيا، وتقع في إقليم بنتن.